# C1QBP
보체 구성 요소 1 Q 하위 구성 요소 결합 단백질, 미토콘드리아(Complement component 1 Q subcomponent-binding protein, mitochondrial)는 인간에서 C1QBP 유전자에 의해 암호화되는 단백질이다.
인간 보체 하위 구성 요소 C1q는 혈청 보체 시스템의 첫 번째 구성 요소를 생성하기 위해 C1r 및 C1과 결합한다. 이 유전자에 의해 암호화된 단백질은 C1q 분자의 구형 머리부분에 결합하여 C1 활성화를 억제하는 것으로 알려져 있다. 또 이 단백질은 히알루론산 결합 단백질 뿐만 아니라 pre-mRNA 스플라이싱 인자 SF2의 p32 소단위체로 확인되었다.

## 단백질 소단위체
C1QBP는 길이가 282개인 아미노산이고, N 말단에 73개 아미노산 잔기가 절단되어 성숙한 C1QBP를 생성하는 3개의 상동 소단위체가 있다. C1QBP는 환원 및 비환원 조건 모두에서 폴리아크릴아마이드 겔에서 약 33kDa의 단량체로 나타나지만 크기 배제 크로마토그래피(겔 여과) 에서는 삼량체로 이동한다.

## 단백질 구조
2.25Å 분해능에서 C1QBP의 결정 구조는 대칭성을 나타내는 동종삼량체 고리를 보여준다. 개별 소단위는 비공유 상호작용에 의해 함께 유지되고 직경이 20Å인 중심 공동이 있는 도넛 모양의 4차 구조를 형성한다. C1QBP의 각 소단위체에는 7개의 베타 병풍 구조(β1-β7)과 3개의 알파 나선 구조(α1-α3)가 있다. C1QBP는 용해성 면에서 음전하를 띠는 반면 막 면은 주로 양전하를 띠고 있다.

## 상호작용
C1QBP는 단백질 인산화효소 D1, BAT2, PRKCD, PKC 알파 및 단백질 인산화효소 Mζ와 상호 작용 하는 것으로 나타났다. C1QBP의 다른 상호 작용 파트너에는 세균, 바이러스 및 변형체 열원충(plasmodium falciparum)과 같은 병원체의 단백질 도메인이 포함된다. 피브리노겐, FXII 및 HK를 포함한 혈장 단백질은 아연 의존적 방식으로 C1QBP와 상호작용하는 것으로 입증되었다. 최근 종양 유도 펩타이드인 LyP-1(CGNKRTRGC)은 종양 발현 세포에서 C1QBP에 선택적으로 결합하는 것으로 나타났다.